# Studiekredsforeningen
Studiekredsforeningen (fra 1923 Danmarks Studiekredsforening) havde til formål at agitere for udbredelse af studiekredse. Foreningen eksisterede 1918-1929.
Den 7. januar 1918 dannede ”en kreds af interesserede” Studiekredsforeningen med professor Andreas Schack Steenberg, Statens Bogsamlingskomité, som formand og højskolelærer A. Olsen Thyregaard, Kærehave Husmandsskole, som sekretær. I foreningens 17 medlemmer store bestyrelse var repræsentanter for foreninger og organisationer med interesse for oplysningsarbejde, bl.a: de politiske ungdomsforeninger, De danske Ungdomsforeninger, De danske Købstæders Aftenskoleforbund, Dansk Biblioteksforening,  Folkeuniversitetsforeningen, Det Kongelige Danske Landhusholdningsselskab, Dansk Kvindesamfund m.fl. Thomas Døssing fra Statens Bogsamlingskomité blev formand for foreningens Arbejdsudvalg. Også en anden med tilknytning til Statens Bogsamlingskomité, Jørgen Banke, var med i bestyrelsen.

## Baggrund og virke
Inspireret af  højskolebevægelsen begyndte man omkring 1900 i folkeoplysningsinteresserede kredse, især blandt bibliotekssagens forkæmpere, blandt lærere og i højskolebevægelsen, at arbejde for en større forståelse af bøgers og læsnings betydning for det folkeoplysende arbejde. I talrige indlæg i tidsskrifter som Bogsamlingsbladet,  Folkeskolen og Højskolebladet slog man til lyd for, at foredraget ikke var nok, men at der skulle ske til et videre arbejde med det meddelte stof. Forud for foreningens dannelse havde der været spredte initiativer med studiekredse (eller ”hjemmelæsningsforeninger”).
Studiekredsforeningens opgave var agitation for udbredelse af studiekredse. Det skete bl.a. gennem introduktionsmøder, udstillinger, udgivelse af bøger om tilrettelæggelsen af studiekredsarbejde og ved udgivelse af i alt 96 studievejledninger, spændende lige fra "Bælgplantedyrkning" til "Psykisk Forskning".
Et tidsskrift til medlemmerne var en vigtig del af foreningens arbejde. Foreningens første tidsskrift, Bogens Verden, var 1918-1919 
fællesorgan for Studiekredsforeningen og Dansk Biblioteksforening. Fra 1919 blev Bogens Verden udgivet af den nye forening Danmarks Biblioteksforening, hvor Studiekredsforeningen fik et samarbejde i stand, således at bladet gav spalteplads til meddelelser fra Studiekredsforeningen, Fra 1922 udgav foreningens sit eget tidsskrift Læsning. Tidsskriftet udkom i perioden 1922-1928. Andreas Schack Steenberg var med i redaktionen i hele bladets levetid.  
Interessen for foreningen svandt efterhånden og den opløstes i 1929. På det tidspunkt anslog man, at der i vinteren 1927-28 har været ca. 500 studiekredse i arbejde.

## Sammenhæng med bibliotekerne
Initiativtagerne bag foreningen kom fra Statens Bogsamlingskomité, og der var et stort personsammenfald mellem foreningen og bibliotekerne. Man diskuterede, hvorledes man skulle skaffe bøger til studiekredsene. På Danmarks Biblioteksforenings årsmøde i 1922 fremlagde Steenberg en plan for, hvorledes man kunne skaffe ”emnekasser” til studiekredsene. ". Senere anbefalede man, at der burde planlægges studiekredslokaler ved nybyggede biblioteker. I de næste 30-40 år lagde bibliotekerne lokaler til et utal af studiekredse. 